# Torri di Quartesolo
Torri di Quartesolo ist eine norditalienische Gemeinde (comune) mit 11.762 Einwohnern (Stand 31. Dezember 2023) in der Provinz Vicenza in Venetien. Die Gemeinde liegt an der Tèsina etwa 6 Kilometer südöstlich von Vicenza. Torri di Quartesolo grenzt direkt an die Provinz Padua.

## Geschichte
Der Ortsteil Lerino wurde 1297 erstmals urkundlich erwähnt, Marola bereits 1262.
Die Brücke über die Tèsina (1569) wurde von Andrea Palladio entworfen.

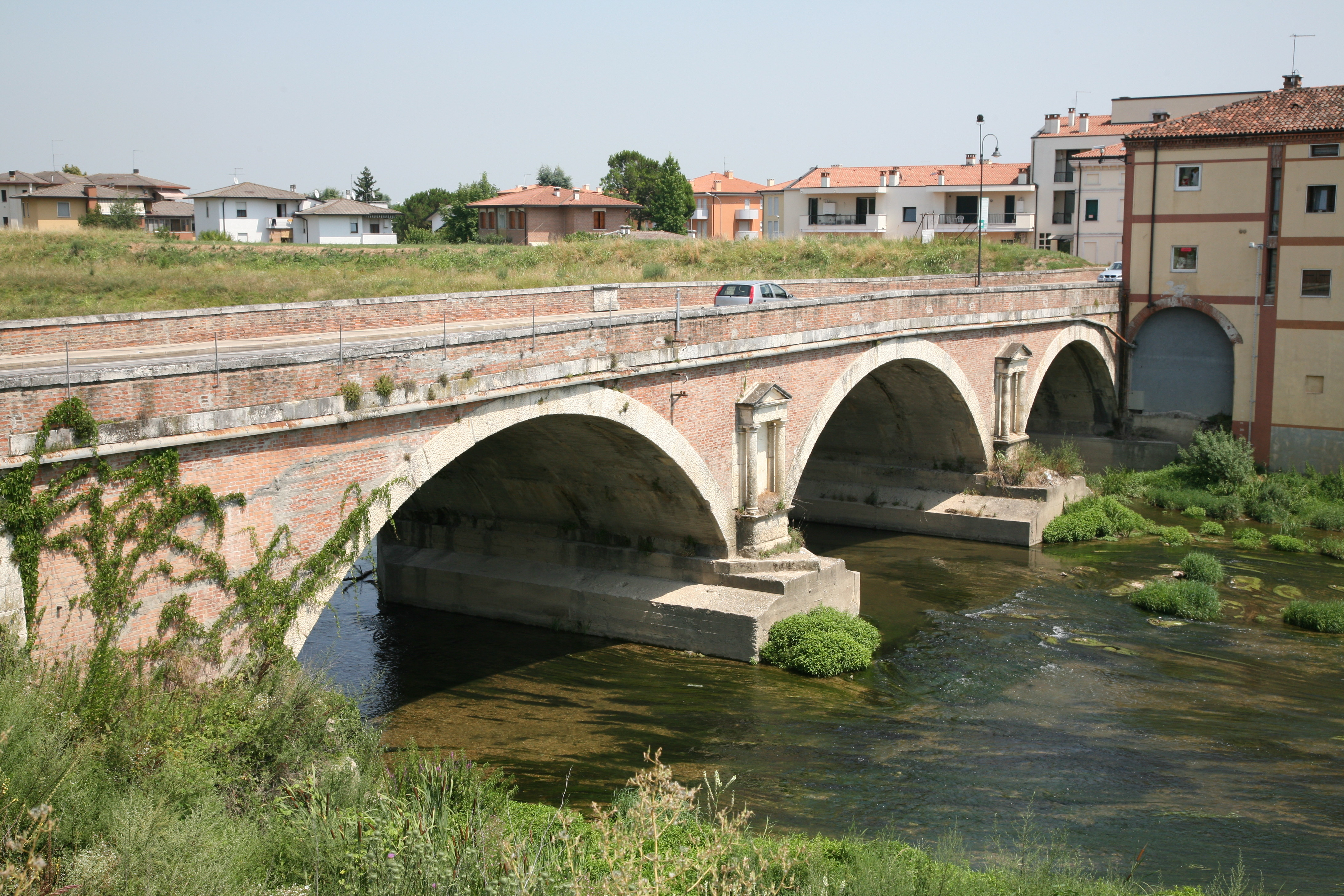
Brücke über die Tesina

## Wirtschaft und Verkehr
Torri di Quartesolo war wenige Jahre der Firmensitz der inzwischen insolventen Billig-Fluglinie myair. Seit den 1990er Jahren ist die Gemeinde durch eine riesige Shopping-Mall (Le Piramidi) Anziehungspunkt für Käufer aus dem gesamten Umland. Verkehrlich günstig liegt Torri di Quartesolo im spitzen Winkel zwischen den Autostrade A4 (Turin-Triest) und A31 (Ost-Umgehung von Vicenza), wobei nur die Anschlussstelle Vicenza-Est direkt nach Torri di Quartesolo führt. Im Ortsteil Lerino besteht eine Bahnstation an der Strecke Mailand-Venedig. Durch den Hauptort führt die Strada Regionale 11 Padana Superiore.

## Persönlichkeiten
- Eurosia Fabris (1866–1932), seliggesprochen von Benedikt XVI. (im Ortsteil Marola verstorben)